# Harrogate-Shawanee
Harrogate-Shawanee is een plaats (census-designated place) in de Amerikaanse staat Tennessee, en valt bestuurlijk gezien onder Claiborne County.

## Demografie
Bij de volkstelling in 2000 werd het aantal inwoners vastgesteld op 2865.

## Geografie
Volgens het United States Census Bureau beslaat de plaats een oppervlakte van
10,8 km², geheel bestaande uit land.

## Plaatsen in de nabije omgeving
De onderstaande figuur toont nabijgelegen plaatsen in een straal van 20 km rond Harrogate-Shawanee.